# Јоанис Фунтулис
Јоанис Фунтулис (енгл. Ioannis Fountoulis; рођен 25. маја 1988) грчки је ватерполиста. Играо је на Летњим олимпијскм играма 2012. године. На Европском првенству у Будимпешти 2014. године дао је 16 голова, а репрезентација Грчке дошла је до четвртфинала у ком је изгубила од репрезентације Србије (9:13). Освајач је сребрне медаље на Олимпијским играма у Токију 2020. године.
Био је најбољи стрелац Европског првенства 2018. у Барселони са 17 постигнутих голова.

## Трофеји
Олимпијакос
- Првенство Грчке: 2009/10, 2010/11, 2012/13, 2013/14, 2014/15, 2015/16, 2016/17, 2017/18, 2018/19.
- Куп Грчке: 2009/10, 2010/11, 2012/13, 2013/14, 2014/15, 2015/16, 2017/18, 2018/19.
- Суперкуп Грчке: 2018.